# Ратієв Сергій Володимирович
Сергій Володимирович Ратієв — генерал-майор, начальник управління Служби безпеки України у Вінницькій області у 2012-2016 роках. 

## Життєпис
Станом на 2012 рік та 2016 рік — очільник УСБУ у Вінницькій області.